# Great Central Lake
Il Great Central Lake è uno dei principali laghi, mete di vacanze, sull'Isola di Vancouver, Columbia Britannica, Canada. Il Great Central Lake ha una lunghezza di 35 chilometri, con una superficie di 49 chilometri quadrati e una profondità di 333 metri. Il lago è lungo e stretto, con l'eccezione di Trestle Bay situata sull'estremità Est del lago. Il lago è incastonato sotto basse montagne, con foreste secondarie che circondano la maggior parte del lago. Il territorio vicino alle sponde relativamente ripido ha mantenuto il Great Central Lake relativamente poco edificato. Il livello dell'acqua è controllato da una diga sul lato est del lago.
Pesca, canottaggio, sci, wakeboard, nuoto, escursioni, campeggio e giri turistici in quad sono attività comunemente praticate sul lago e nei dintorni. Le bellezze caratteristiche notevoli del Great Central Lake e delle immediate vicinanze includono gli scivoli d'acqua naturali presso Dorothy Creek e Della Falls, così come la città di Port Alberni. Le acque del lago sono così limpide che 30 piedi di spessore d'acqua appaiono quasi come 10 piedi. Dal Great Central Lake nascono le sorgenti dello Stamp River, un popolare luogo di pesca di trote arcobaleno e salmoni.

## Abitanti
Popolazione: approssimativamente 70 persone. Il Trestle RV Park sulla Trestle Bay include 40 parcheggi, per i vacanzieri, di grandi dimensioni, completamente attrezzati. Lo sviluppo supera il 60%. Ci sono anche un certo numero di case galleggianti lungo le sponde del Great Central Lake. Infine, il Great Central Lake RV Resort & Marina è un campeggio privato che offre affitti stagionali, basati su un minimo di quattro mesi.

## Della Falls Trail
Le Della Falls sono una delle cascate più alte in tutto il Canada, con un'altezza di 440 metri, e uno spettacolo da vedere. Il Della Falls Trail (sentiero delle Della Falls) rappresenta un'escursione di 7 ore alla base delle Della Falls nello Strathcona Provincial Park. Ci sono vari campeggi lungo il sentiero. Personale locale offre servizi di taxi acquatico alla testa del sentiero.

## Centri urbani vicini
Port Alberni è il centro urbano più vicino al Great Central Lake, approssimativamente a 16 chilometri dal campeggio Great Central Lake RV Resort. Port Alberni offre vari servizi che includono noleggi di kayak, noleggi di tavole da surf, negozi di alimentari, pescherecci e fornitori di attrezzature.